# Cessna Citation II

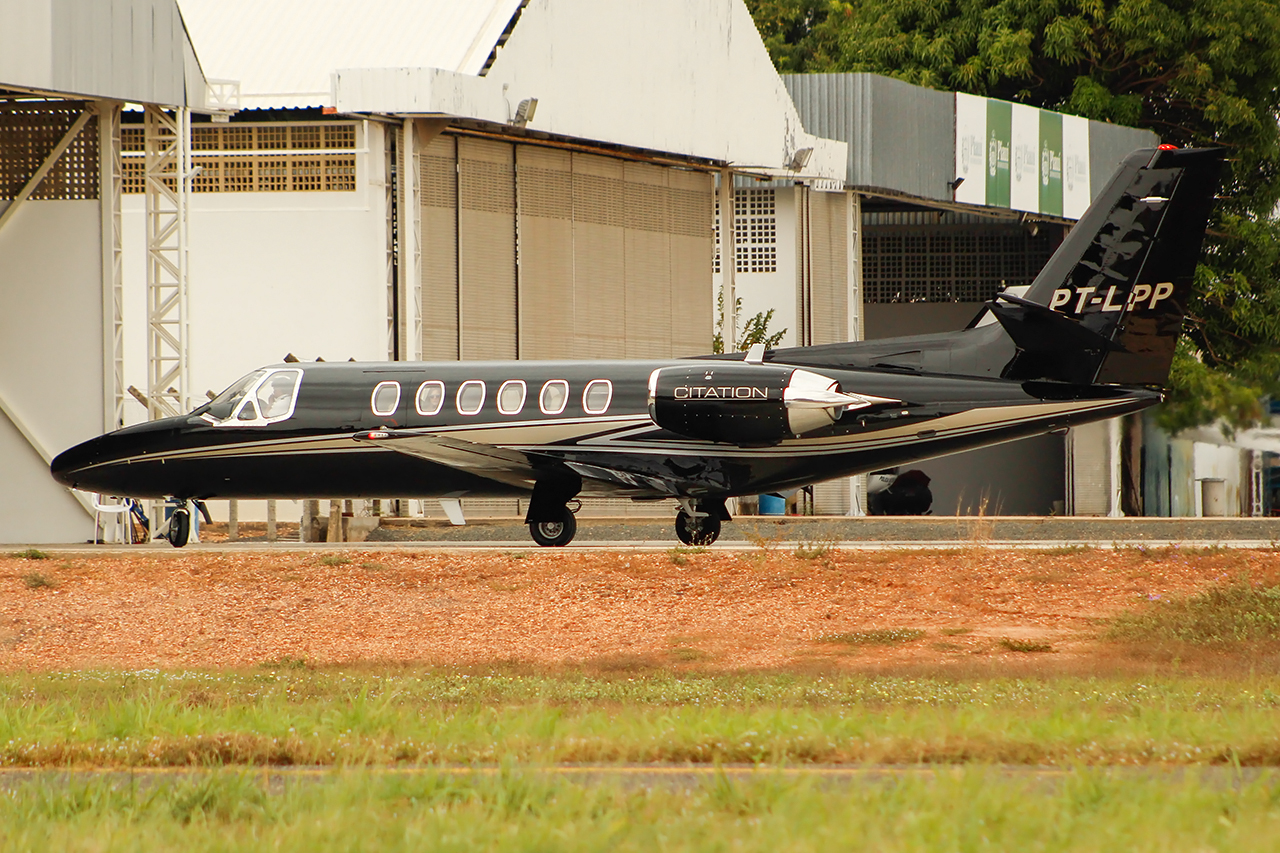
Cessna 550 Citation II PT-LPP no Aeroporto de Teresina - Piauí

O Citation II é uma aeronave bimotor executiva de médio porte, com motorização turbofan e com capacidade  para transportar confortavelmente sete ou oito passageiros em viagens interestaduais e internacionais, desenvolvido e fabricado nos Estados Unidos a partir do final da década de 1970 pela Cessna Aircraft Company, que utilizou como base para sua criação e desenvolvimento o modelo de jatinho executivo Citation I, do mesmo fabricante.
O Citation II (também conhecido como Citation 550) é um modelo de jato executivo derivado do Citation I, com fuselagem alongada para acomodar um número maior de passageiros, a Cessna projetou o Citation II com espaço reservado na cabine de passageiros para uma pequena galley, para refeições rápidas e bebidas e, no fundo da cabine, um pequeno toalete básico.
Com o Citation I, na década de 1960, o objetivo dos engenheiros e demais executivos da Cessna era criar e fabricar em larga escala uma aeronave para ocupar um espaço que o fabricante considerava praticamente vago no mercado aeronáutico mundial, o de jatinhos executivos considerados de pequeno porte (com menos de 5.500 kg de peso máximo de decolagem), com asas retas e motorização turbofan.
Porém, a pedido de clientes, a partir do final da década de 1970 a Cessna passou a fabricar o Cessna Citation II, com fuselagem alongada para transportar mais passageiros.
Essa combinação de características do Citation II resultou em um sucesso de vendas. Em cerca de 10 anos, mais de 600 unidades do Citation II foram fabricadas, e atualmente muitas unidades do modelo Citation II e do modelo Citation SII (uma versão melhorada do Citation II) ainda estão voado, transportando passageiros em viagens interestaduais e internacionais.

## Citation versus Learjet
Dentro da comunidade aeronáutica, é comum a comparação dos modelos Citation I e Citation II com seus principais concorrentes Learjet 24 e Learjet 25, embora na época de lançamento dessa nova categoria de aviões a jato de pequeno e médio portes com asas retas somente os modelos fabricados pela Cessna já possuíam o conceito fan integrado com sucesso, resultando em uma significativa redução no consumo de combustível e sensível redução de ruído na cabine de passageiros.
Esta é uma das explicações para o grande sucesso de vendas dos modelos Citation da primeira geração em quase todo o planeta, incluindo os modelos Citation I e Citation II, com mais de 1.500 unidades vendidas, incluindo todas as versões gradativamente aprimoradas dos modelos Citation I e Citation II, enquanto os modelos Learjet 25 ficaram mais conhecidos pela velocidade excepcional para a época, com seus motores de jato puro.

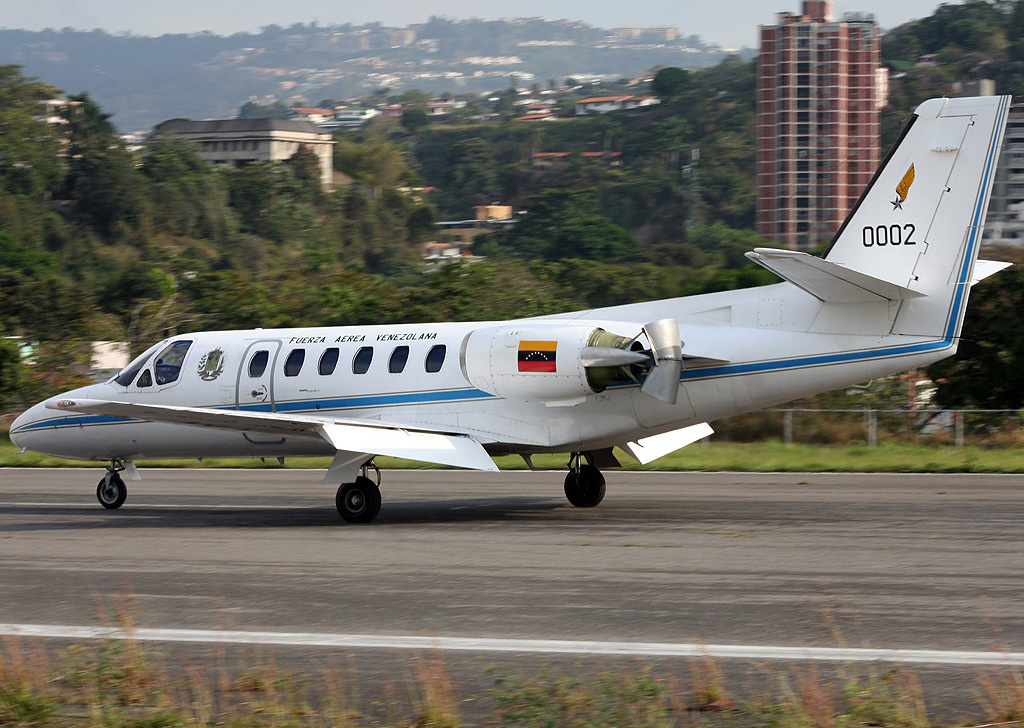
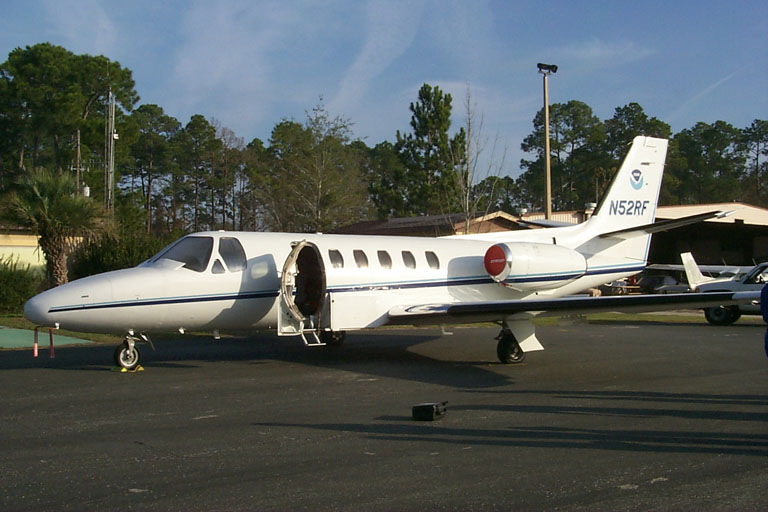

## Ficha técnica
Citation II
- Motorização (potência): 2 X Pratt & Whitney JT15D (2.500 libras / cada);
- Capacidade: 7 ou 8 passageiros;
- Alcance: Aprox. 2.100 quilômetros (lotado / 75% potência / com reservas);
- Velocidade de cruzeiro: Aprox. 700 km / h;
- Consumo médio: Aprox. 750 litros / hora (lotado / 75% potência);
- Consumo médio: Aprox. 0,13 litro / passageiro / km voado;
- TBO / JT15D (tempo entre revisões): 3.300 horas;
- Teto de serviço: Aprox. 13.000 metros;
- Pista de pouso: Aprox. 1.650 metros (lotado / dias quentes / tanques cheios);
- Comprimento: Aprox. 14,4 metros;
- Peso máximo de decolagem: Aprox. 6.800 kg;